# Hamburger SG BUE
Die Hamburger Schachgesellschaft Barmbeck Uhlenhorst Eilbek von 1906 e. V., kurz meist Hamburger Schachgesellschaft BUE oder HSG/BUE, war ein Hamburger Schachverein.

## Geschichte
Der älteste Vorgänger der HSG/BUE wurde am 27. September 1906 als „Barmbecker Schachklub zu Hamburg“ gegründet. Nach Verlust des Vereinsheimes aufgrund des Ersten Weltkrieges zog der Verein 1918 in den benachbarten Stadtteil Uhlenhorst um und benannte sich in „Barmbeck-Uhlenhorster Schachklub“ um. 1932 fusionierte der Verein dann mit dem 1911 gegründeten „Eilbeker Schachklub“ und hieß danach „Schachklub Barmbeck Uhlenhorst Eilbek“ (SK BUE). 1946 wurde die Hamburger Schachgesellschaft (HSG) gegründet. 1985 schlossen sich die HSG und der SK BUE zur HSG/BUE zusammen. 2019 hat sich der Verein aufgelöst, nachdem er zuletzt nur noch mit einer Mannschaft in der Bezirksliga aktiv war.

## Sportliche Erfolge
Die Hamburger Schachgesellschaft gehörte in den 1950er Jahren zu den führenden deutschen Schachvereinen und wurde mehrfach Hamburger Vereinsmannschaftsmeister. 1950 wurde der Verein deutscher Mannschaftsmeister, 1955 Vizemeister. Zu diesen Zeiten hatte BUE bis zu 150 Mitglieder und war damit auch einer der mitgliederstärksten Vereine Deutschlands. Von 1974 bis 1980 spielte die HSG in der viergleisigen Bundesliga, 1979 qualifizierte sie sich für die Endrunde der deutschen Mannschaftsmeisterschaft. Nach Gründung der eingleisigen Bundesliga gehörte die Hamburger Schachgesellschaft der zweiten Bundesliga an. 1986 konnte die HSG/BUE in die erste Liga aufsteigen, musste aber direkt wieder absteigen.

### Fernschach
Seit den 1980er Jahren existierte eine gemeinsame Mannschaft im Fernschach der HSG/BUE mit dem SC Diagonale Harburg (heute SV Diagonale-Harburg), die als HSG-BUE Diagonale Harburg an Turnieren des Bundes deutscher Fernschachfreunde teilnahm und sich für Endrunden um die deutsche Meisterschaft qualifizierte. Daher wurde die Spielgemeinschaft im Jahr 1995 Gründungsmitglied der 1. Bundesliga im Fernschach, wobei die Qualifikation noch von einer reinen Mannschaft des SC Diagonale erzielt wurde. Das Team stieg jedoch 1997 mit 6:10 Mannschaftspunkten nach einer Saison als 7. von 9 Mannschaften ab. Wenige Jahre darauf löste sich die Spielgemeinschaft mit der Diagonale auf. In den Saisons 2007–2009 und 2009–2011 spielte die HSG/BUE wieder in der ersten Fernschachbundesliga.

## Bekannte Spieler
Der Hamburger SG BUE oder einem der Vorgängervereine gehörten unter anderem die Internationalen Meister Carl Ahues, Enno Heyken, Christian Joecks, Gerhard Pfeiffer und Ludwig Rellstab, die Dähne-Pokalsieger Rüdiger Breyther, Peter Dankert, Georg Hodakowsky und Uwe Kunsztowicz, der FIDE-Meister und Fernschach-Großmeister Peter Hertel, der Fernschach-Großmeister Hans-Marcus Elwert, die Internationalen Fernschachmeister Karl-Heinz Hallier und Klaus-Dieter Meyer sowie der Problemkomponist Hans Klüver an.